# Серапион (Шевалеевский)
Епи́скоп Серапио́н (в миру Влади́мир Мака́рович Шевале́евский; 5 (17) июля 1873, село Паревка, Кирсановский уезд, Тамбовская губерния, Российская империя — 15 сентября 1937, Сыктывкар, Коми ССР, РСФСР, СССР) — епископ Русской православной  церкви, епископ Арзамасский, викарий Горьковской епархии.

## Биография
Родился 16 июля 1873 года в селе Паревка Кирсановского уезда Тамбовской губернии в семье священника.
Окончил Тамбовское духовное училище (1887), Тамбовскую духовную семинарию (1893), Казанскую духовную академию со степенью кандидата богословия (1898).
С 1898 года старший учитель Кермисинской второклассной церковно-приходской школы Тамбовской губернии.
С 1899 года преподаватель русского и церковнославянского языков в Старооскольском духовном училище.
Обвенчан с дочерью священника Марией Васильевной (дети: Нил, Наталия, Вера).
С 6 июня 1902 года иерей в соборе Рождества Пресвятой Богородицы города Корочи Курской губернии; курский епархиальный противосектантский миссионер.
С 15 июня 1905 года помощник смотрителя Белгородского духовного училища, преподаватель священной истории в начальных классах семинарии при нём.
В 1906 году овдовел.
С 1907 год ключарь в Александро-Невском храме городка Соколка, епархиальный наблюдатель церковных и школ грамоты Гродненской епархии, затем занимал аналогичные должности в Тверской и Полоцкой епархиях.
С 13 июля 1913 года протоиерей, настоятель Свято-Покровского храма в селе Ревятичи Пружанского уезда Гродненской губернии, член епархиальных миссионерского и училищного советов.
Награждён набедренником (1902), скуфьёй (1903), камилавкой (1905), наперсным крестом (1908) и орденом Святой Анны III степени (1911).
В 1917—1918 годах член Всероссийского поместного собора как заместитель епископа Пантелеимона (Рожновского), управляющего Полоцкой епархией, участвовал в 1-й сессии, член II, III, V, XIV отделов.
С декабря 1917 года преподаватель основного, догматического и нравственного богословия в Витебской духовной семинарии.
После ликвидации семинарии возвратился в Тамбовскую епархию, где продолжил священнослужение.
В 1920-е годы неоднократно арестовывался и направлялся в ссылку.

### Епископ
21 августа 1928 года хиротонисан во епископа Моршанского, викария Тамбовской епархии.
Проявил себя грамотным, активным и очень добрым архипастырем, совершил много иерейских рукоположений. Епископу Серапиону удалось вернуть в лоно патриаршей церкви городской Вознесенский храм, бывший ранее кафедральным у обновленческого архиерея. В январе 1929 года по благословению епископа Серапиона в нём были организованы душеспасительные беседы и регулярные совещания церковного актива. Но в ночь под 1 мая 1930 года Вознесенский храм местными властями был взорван. Епископ Серапион пытался мирно сосуществовать с клиром обновленческого течения и даже пустил их (возможно, из-за материальных трудностей по содержанию большого здания, на правах своего второго отдельного штата) в Свято-Троицкий собор, где располагалась епископская кафедра, в результате чего она была потеряна. Тогда же кафедральным тихоновским храмом стала маленькая однопрестольная деревянная церковь Николая Чудотворца в бывшей слободе Базево. Имея кафедральным храмом церковь Николая Чудотворца, старался всячески подражать святителю из Мир Ликийских; на большие церковные праздники он обязательно кормил нищих.
С марта 1933 года епископ Арзамасский, викарий Горьковской епархии.
По воспоминаниям современников, был среднего роста с большой седой бородой.
2 марта 1934 года был арестован и препровождён в Арзамасское исправительно-трудовое учреждение. Поводом для задержания послужили его проповеди. 4 марта епископу было предъявлено обвинение, что он «является руководителем контрреволюционной церковной группировки, участники которой в своих основных очагах… распространяют провокационные слухи о неизбежности в недалеком будущем реставрации капитализма, о голоде в СССР и вместе с тем, подстрекают население к отказу от засыпки семенного и страхового фондов, сопровождая все это группированием вокруг себя бывших людей, административно высланных».
Вместе с епископом Серапионом были арестованы еще 11 человек, среди которых был Герман (Ряшенцев), проживавший в Арзамасе в статусе административно высланного поселенца.
1 марта 1934 года приговорён к пяти годам ссылки, которую отбывал в Усть-Сысольске (ныне Сыктывкар) автономной области Коми (Зырян).
24 февраля 1937 года в ссылке был арестован по обвинению в участии в «контрреволюционной группе церковников „Священная дружина“». К тому времени был уже пожилым и больным человеком. На следствии виновным себя не признал. 13 сентября приговорён к расстрелу тройкой при УНКВД Коми АССР. Расстрелян 15 сентября 1937 года в Сыктывкаре.